# Birame Codou Kor Ndoumbé Fall
Pour les articles homonymes, voir Biram (homonymie).
Birame Codou Kor Ndoumbé Fall (Biram Koddu Ndumbe) est un damel (souverain) du Cayor, un royaume pré-colonial situé à l'ouest de l'actuel Sénégal.
En 1758 il est tué au combat. Meïssa Bigué lui succède.